# Harpactira hamiltoni
Harpactira hamiltoni là một loài nhện trong họ Theraphosidae.
Loài này thuộc chi Harpactira. Harpactira hamiltoni được Mary Agard Pocock miêu tả năm 1902.